# Дмитровський Сергій Юрійович

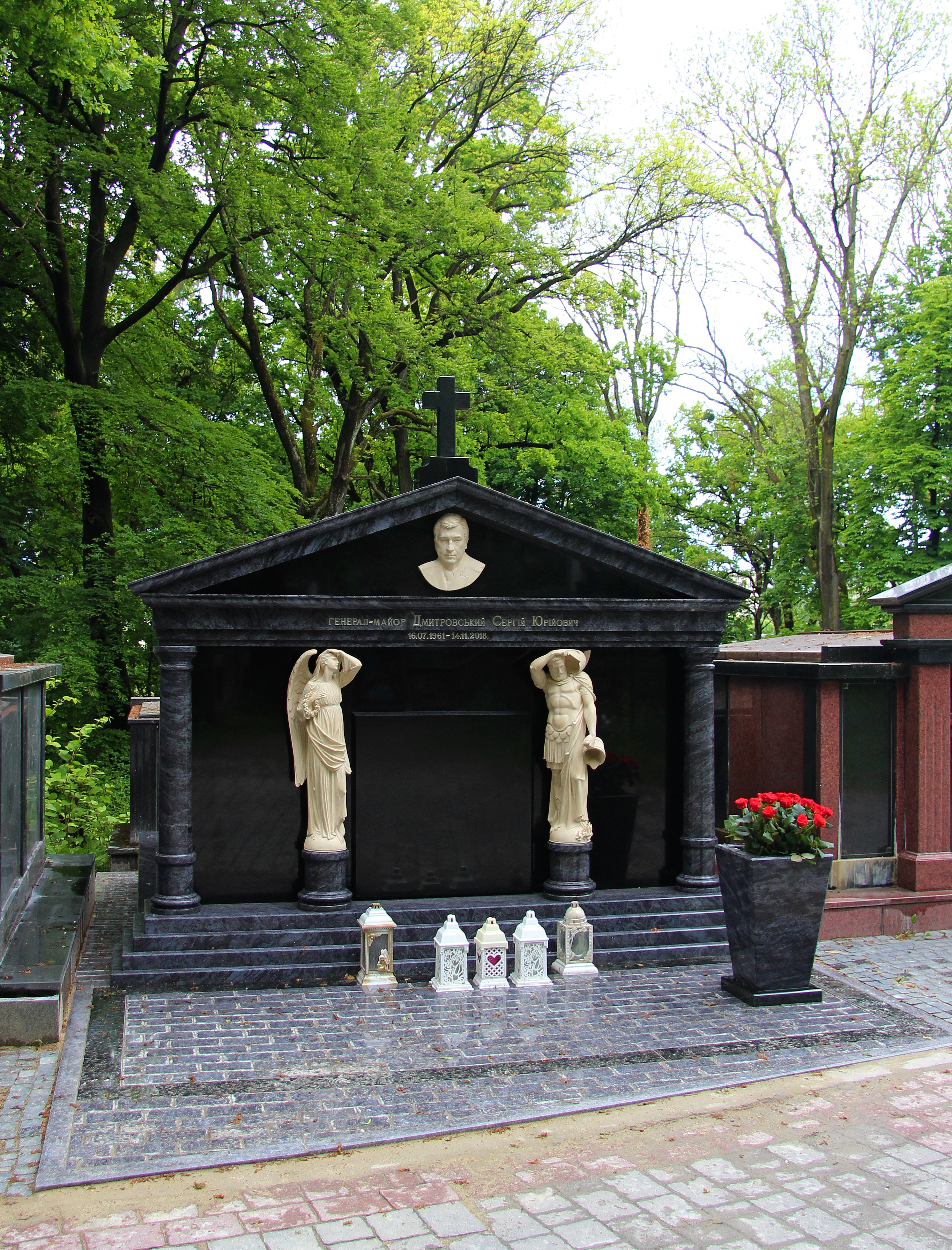

Сергій Юрійович Дмитровський (16.07.1961, Львів — 14.11.2018) — український пожежник. З 2004 по 2018 роки — начальник Головного управління Державної служби України з надзвичайних ситуацій у Львівській області.

## Біографія
У 1978 році завершив навчання у середній школі № 77 міста Львова.
На службу в органи внутрішніх справ (Державну пожежну охорону) був прийнятий у жовтні 1978 року курсантом Львівського пожежно-технічного училища МВС СРСР.
В серпні 1981 року прийнятий на службу начальником караулу 1-ї самостійної воєнізованої пожежної частини по охороні м. Тернопіль відділу пожежної охорони Управління внутрішніх справ Тернопільського облвиконкому.
З 1982 року працював інженером відділу служби, підготовки і пожежогасіння відділу пожежної охорони Управління внутрішніх справ Тернопільського облвиконкому.
З серпня 1983 по серпень 1987 років навчався у Вищій інженерній пожежно-технічній школі МВС СРСР, за спеціальністю «Протипожежна техніка та безпека».
У 1987 році впродовж двох років обіймав посаду старшого інспектора групи державного пожежного нагляду 1-ї самостійної воєнізованої пожежної частини по охороні м. Тернопіль відділу пожежної охорони Управління внутрішніх справ Тернопільського облвиконкому.
З лютого 1989 року працював начальником караулу 2-ї самостійної воєнізованої пожежної частини по охороні Ленінського району м. Львова Управління пожежної охорони Управління внутрішніх справ Львівського облвиконкому.
З лютого 1991 року був помічником керівника пожежогасіння чергової служби пожежогасіння Управління пожежної охорони Управління внутрішніх справ Львівського облвиконкому.
У жовтня 1991 року став заступником начальника 1-ї самостійної воєнізованої пожежної частини по охороні Червоноармійського району м. Львова Управління пожежної охорони Управління внутрішніх справ Львівського облвиконкому.
У грудні 1994 року призначений на посаду начальника штабу пожежогасіння Державної пожежної охорони м. Львова Управління державної пожежної охорони Управління МВС України у Львівській області.
У 2002 році призначений начальником відділу служби, підготовки, пожежогасіння та військово-мобілізаційної роботи Управління державної пожежної охорони Управління МВС України у Львівській області.
З листопада 2002 року — начальник відділу служби, пожежогасіння та пожежної техніки Управління пожежної безпеки Управління МВС України у Львівській області.
У грудні 2002 призначений на посаду заступника начальника Управління пожежної безпеки Управління МВС України у Львівській області.
У 2003 році призначений заступником начальника Управління пожежної безпеки у Львівській області Державного Департаменту пожежної безпеки МНС України.
З вересня 2003 року працював першим заступником начальника управління (з питань оперативного реагування на надзвичайні ситуації та застосування сил) Управління пожежної безпеки та аварійно-рятувальних робіт МНС України у Львівській області.
З грудня 2003 року був першим заступником начальника Головного управління МНС України в Львівській області.
У вересні 2004 призначений начальником Головного управління МНС України в Львівській області.
З січня 2012 був начальником Головного територіального управління МНС у Львівській області.
З лютого 2013 року до 14 листопада 2018 року очолював колектив Головного управління ДСНС України у Львівській області [Архівовано 16 липня 2019 у Wayback Machine.].
14 листопада 2018 року, на 57-му році життя, перестало битися серце начальника Головного управління ДСНС України Львівській області Дмитровського Сергія Юрійовича. Похований на Личаківському цвинтарі, поле № 45, сімейна усипальниця.
Був кандидатом технічних наук. У 2006 році Указом Президента України йому було присвоєно спеціальне звання «генерал-майор служби цивільного захисту».
Понад 40 років присвятив порятунку життя людей. з них упродовж 14 років він фахово й вміло керував усіма найбільшими рятувальними операціями, які виникали на території регіону.
6 липня 2007 року на перегоні Красне — Ожидів зійшли з колії та перекинулися 15 цистерн з жовтим фосфором товарного потягу. Фосфор заливали спеціальною піною, але він спалахував знову і знову. Більше 2 тижнів, перебуваючи пліч-о-пліч з колегами, він особисто керував пожежною операцією.
3 серпня 2007 року [Архівовано 3 липня 2019 у Wayback Machine.] на складах нафтобази, що знаходиться неподалік старовинної центральної частини міста Львова на вул. Пластовій, виникла пожежа. Сергій Дмитровський разом з першими підрозділами вогнеборців прибув на місце події і перебував там до повної ліквідації пожежі.
7 лютого 2008 року [Архівовано 3 липня 2019 у Wayback Machine.] на вулиці Костюшка, 14 у Львові у трьохповерховому житловому будинку стався вибух. Тоді під керівництвом Сергія Юрійовича рятувальники витягли з-під завалів 11 постраждалих.
Не можна забути паводок на заході України — стихійне лихо, що сталося влітку 2008 року через інтенсивні грозові дощі. Тоді, внаслідок сильних злив, що не припинялись протягом тижня (у період з 23 по 27 липня) рятувальники надавали допомогу на території 9 районів області. У ці дні головний рятувальник Львівщини перебував у всіх критичних місцях та допомагав рятувати людей.
Під його керівництвом та за безпосередньої участі вдалося ліквідувати наслідки 187 надзвичайних ситуацій, та врятувати життя 7939 людей, з них 434 дітей.
Окрім професійної діяльності, Сергій Юрійович Дмитровський мав активну громадянську позицію та був членом виконавчого комітету Львівської міської ради.
Увійшов до книги «Золотий фонд нації» як авторитетна особистість, яка сприяла розвитку та зміцненню нашої Батьківщини, і займала чільне місце в рейтингу флагманів України.

## Нагороди
- нагрудний знак «Кращому працівникові пожежної охорони» у 1999 році
- Медаль «Захиснику Вітчизни» у 1999 році
- Почесна відзнака МНС України у 2004 році
- Грамота Верховної Ради України у 2005 році
- Нагрудний знак СБУ України «Хрест Доблесті» I ступеня у 2005 році
- знак Ордена "Святий Дмитро Солунський " IV ступеня у 2005 році
- лауреат Міжнародного академічного Рейтингу «Золота Фортуна» у 2006 році
- Орден «За заслуги» ІІІ ступеня у 2008 році
- Почесна грамота Кабінету Міністрів України у 2009 році
- нагрудний знак Держпожбезпеки «За заслуги в забезпеченні протипожежного захисту» ІІ ступеня у 2010 році
- нагрудний знак Держпожбезпеки «За заслуги в забезпеченні протипожежного захисту» І ступеня у 2011 році
- почесне звання «Заслужений працівник цивільного захисту України» у 2012 році
- Почесна грамота Кабінету Міністрів України у 2015 році
- Почесна грамота ДСНС України у 2016 році
- відзнака МВС України «Вогнепальна зброя» у 2017 році
- Медаль «Захиснику України» у 2017 році

## Вшанування пам'яті
На честь Сергія Дмитровського назвали вулицю у Винниках, де розташована пожежна частина, відкрита завдяки його підтримці [Архівовано 3 липня 2019 у Wayback Machine.].
З метою вшанування пам'яті Сергія Дмитровського, 6 червня, 2019 року на сесії Львівської міської ради прийняли рішення про найменування скверу на його честь, розташованого на пл. Данила Галицького
22-23 червня 2019 року на площі біля Львівського національного академічного театру опери та балету імені Соломії Крушельницької, провели "Всеукраїнські змагання — «Найсильніший пожежний-рятувальник. Кубок Львова 2019», з метою вшанування пам'яті Сергія Дмитровського.